# 춘샤오 가스전

동중국해의 가스전 위치

춘샤오 가스전(중국어: 春晓油气田)은 중국과 일본이 서로 영역을 다투는 동중국해의 EEZ 안에 위치한 가스전이다. 일본에서는 시라카바 가스전(일본어: 白樺ガス田)이라고 부른다. 천연가스 매장량을 원유로 환산시 약 9,200만 배럴에 달하는 것으로 알려졌고, 아직 탐사되지 않는 가스를 합하면 예상 매장량을 훨씬 넘어설 것으로 추정된다. 동중국해에는 석유와 가스 매장량이 흑해 유전과 맞먹는 72억t에 달할 것으로 추정되고 있다.
현재 춘샤오 가스전은 일본이 주장하는 EEZ에서 서쪽으로 약 4km 떨어진 곳에 있다. 그러나 가스전이 해저 지하에 넓게 퍼져 있고, 상당 부분이 일본의 EEZ에 들어있다는 것이 일본의 주장이다. 따라서 자원의 매장분포에 따라 관계국에 배분하는 것이 국제적 관례이기에 이를 나눠줄 것을 중국에 요구했지만, 중국이 거부했다.
가스 생산은 2006년 1월 28일부터 시작되었고 CNOOC과 시노펙이 작업 중이다. Unocal과 로열 더치 쉘은 높은 비용, 불명확한 부존량, 영토분쟁의 이유로 2004년말에 철수했다.
2010년 9월 17일 마에하라 일본 외무장관은 "중국이 단독으로 가스전을 개발하면 우리도 응분의 조치를 취하겠다."고 말했다. 2012년 3월 중국 군부가 일본과 중국 정부가 합의한 동중국해 시라카바(중국명 춘샤오) 가스전 공동 개발을 전면적으로 부정하고 나섰다.
2017년 8월에 중국이 최근 동중국해에서 새로운 천연가스전 개발에 나선 것으로 보인다고 일본 요미우리신문이 보도했다.

## 같이 보기
- 동중국해 EEZ 분쟁